# Geschäftshaus Ziem

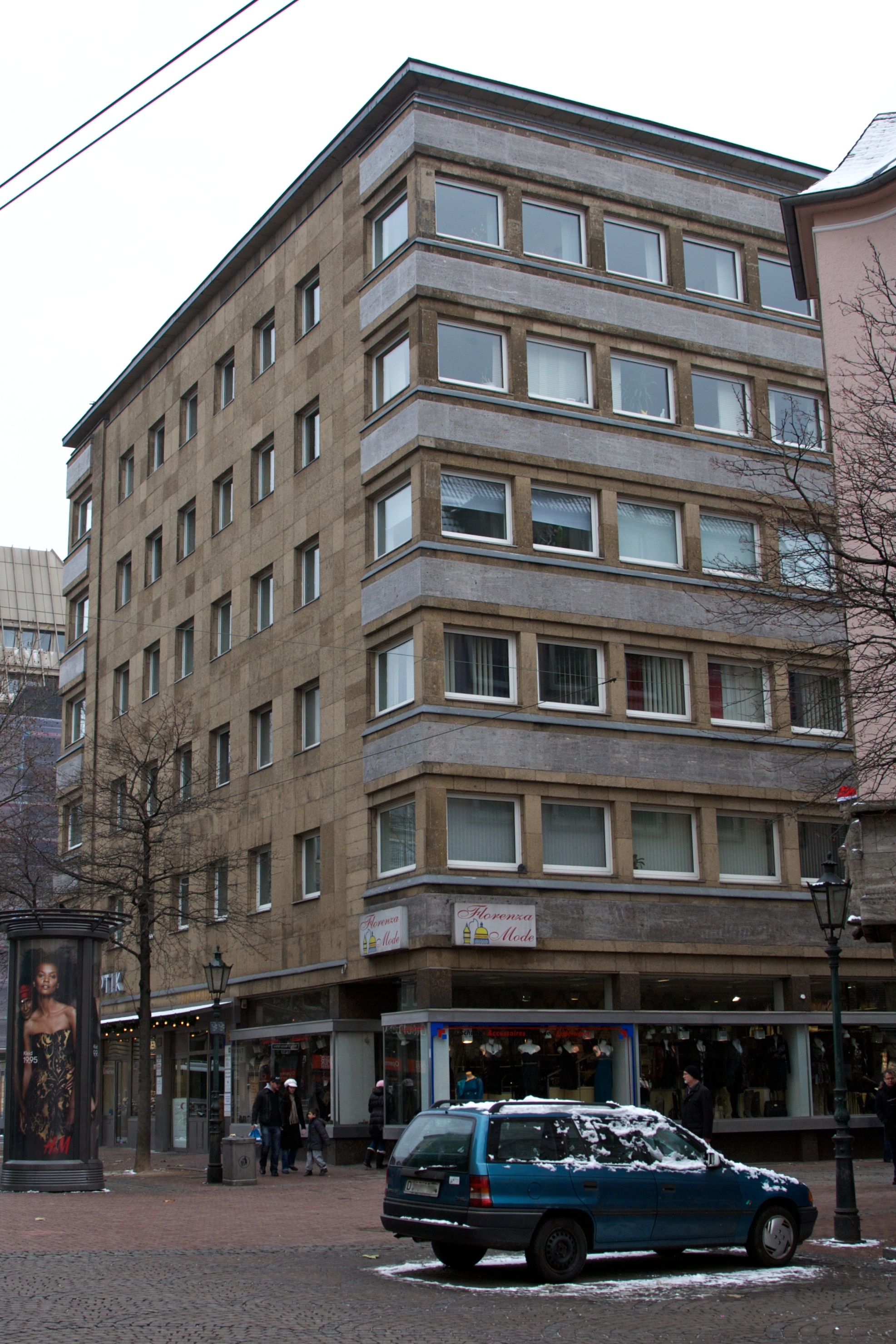
Fassade

Das Geschäftshaus Ziem befindet sich an der Ecke Heinrich-Heine-Allee / Bolkerstraße in der Düsseldorfer Altstadt. 
1930 erteilte der Optiker Gustav Ziem (1856–1936) dem Architekten Bernhard Pfau den Bauauftrag für ein Wohn- und Geschäftshaus am Hindenburgwall (heute Heinrich-Heine-Allee). Es wurde von 1930 bis 1931 erbaut und galt als das modernste Geschäftshaus in Düsseldorf. Die Fassade ist mit Muschelkalk- und Sandsteinplatten verkleidet. Das Gebäude erscheint als ein massiver, geschlossener Kubus. Pfau entwarf ebenso das Ladenlokal im Erdgeschoss einschließlich der Möbel.